# Ferdinand Justus Crumbiegel

Ferdinand Justus Crumbiegel

Ferdinand Justus Crumbiegel, mitunter fälschlich Krumbiegel (* 4. November 1800 in Bentwisch; † 23. April 1882 in Rostock) war Bürgermeister der Stadt Rostock.

## Leben
Ferdinand Justus Crumbiegel wurde als Sohn des Rostocker Acziserats und späteren Amtshauptmanns von Toitenwinkel, Johann Gottfried Tobias Crumbiegel und dessen Frau Christine Justine, geb. Justus (1770–1815), geboren. Er wuchs in der Nähe von Rostock auf und studierte nach dem Abitur ab Oktober 1817 Rechtswissenschaften an der Universität Rostock, vor allem bei Jacob Sigismund Beck 1819 war er Consenior des landsmannschaftlichen Burschenconvents Rostochia, dem Vorgänger des Corps Vandalia Rostock. Zum Wintersemester 1819/20 wechselte er an die Universität Heidelberg. Zurück in Rostock wurde er 1825 zum Dr. jur. promoviert. Anschließend ließ er sich als Advokat nieder, wurde aber bereits 1826 auf Lebenszeit zum Ratsherrn der Stadt Rostock und 1861 – ebenfalls auf Lebenszeit – zu einem von drei Bürgermeistern gewählt.
Nach der Wahl 1826 in den Rat der Stadt Rostock wurden Crumbiegel zunächst die Leitung des Präsidiums des Waisengerichts und die Aufgaben des Mitdirektors der öffentlichen Stadtkasse übertragen. Das Weiteren wurde er als Assessor beim Polizeiamt und der Polizeiverwaltungsabteilung eingesetzt und erhielt vertretungsweise die Leitung des Gerichtspräsidiums. Von 1828 bis 1830 übernahm Crumbiegel den Vorsitz der Polizeibehörden (des Gewetts), ferner des Archivariats und des Assessoriats bei der Haide-Abteilung. Ab 1830 leitete Crumbiegel als Vorsitzender die Kämmerei und wurde zugleich als Assessor beim Kämmerei-Verwaltungskollegium sowie beim Länderkollegium übernommen. Mit der Einrichtung des neuen Friedhofs 1830 gehörte er ab 1834 als Ratsvertreter der neu errichteten Friedhofs-Deputation an und übernahm zudem das Präsidium der Stadtbuchbehörde. Ab 1837 wurde Crumbiegel als Abgeordneter der Grundstücken-Schoss-Revisions-Abordnung bezeichnet. Schließlich übernahm er von 1845 bis 1853 das Direktorium beim Polizeiamt und bei der Polizeiverwaltungsabteilung. Anschließend erfolgte die Übernahme des Präsidiums des Waisengerichts und der Stadtbuchbehörde.
Mit der Wahl zum Bürgermeister im April 1861 übernahm Crumbiegel die Rechnungsrevisionsabteilung unter Beibehaltung des Präsidiums der Stadtbuchbehörde. Seit 1863 vertrat er die Stadt Rostock im höchsten Exekutivorgan der Ritterschaft und der Städte des mecklenburgischen Staates, dem paritätisch besetzten „Engeren Ausschuß der Ritter- und Landschaft“. Im Jahr 1864 trat er in das Provisorat beim Kloster zum Heiligen Kreuz ein.
Seine lange und verdienstvolle Tätigkeit für die Stadt Rostock wurde zu seinem 50-jährigen Berufsjubiläum am 24. Februar 1876 bei der Stadt Rostock in einem großen Festakt gefeiert. Im Rahmen dessen erfolgte die Verleihung des Ritterkreuzes des Hausordens der Wendischen Krone im Namen von Großherzog Friedrich Franz II. von Mecklenburg-Schwerin. Bereits ein Jahr zuvor hatte er den preußischen Roten Adlerorden der 3. Klasse erhalten
Seit dem 4. September 1857 war Crumbiegel mit Wilhelmine (Friederike Caroline), geborene Brückner (1836–1868) aus Neubrandenburg verheiratet, einer jüngeren Tochter des Bürgermeisters Friedrich (II.) Brückner (1801–1883). In der Ehe wurden ihm fünf Kinder geboren.

## Schriften
- Nachweisung des Accise-Reglementsmäßigen Geschäftsganges für fremde Verkäufer, Waaren und Vorstellungen während des Pfingstmarktes in Rostock.  Rostock: Adler 1824
- Kurze Beantwortung der Frage: Unter welchen Voraussetzungen und Bedingungen ist eine Gemeinheit aus einem in ihrem Namen abgeschlossenen Darlehns-Contracte verpflichtet? Rostock: Adler 1825